# Royal Rumble (2023)
Royal Rumble (2023) foi o 36º evento anual Royal Rumble de pay-per-view e transmissão ao vivo produzido pela WWE. Foi realizado para lutadores das divisões de marca Raw e SmackDown da promoção. O evento aconteceu no sábado, 28 de janeiro de 2023, no Alamodome em San Antonio, Texas, como parte da celebração do 30º aniversário do Alamodome. Foi o quarto evento Royal Rumble a ser realizado em San Antonio após os eventos de 1997, 2007 e 2017 e o terceiro a acontecer no Alamodome, após 1997 e 2017. Também foi o primeiro evento da WWE a ser transmitido ao vivo no Binge na Austrália. quando o serviço WWE Network na Austrália se fundiu com o Binge, um serviço de streaming de propriedade do detentor dos direitos australianos da WWE, Foxtel. Este também foi o primeiro Royal Rumble a ir ao ar depois da meia-noite, horário do leste. 
Tradicionalmente, o vencedor da luta Royal Rumble recebe uma luta pelo campeonato mundial na WrestleMania daquele ano. Para o evento de 2023, os vencedores das lutas masculina e feminina podem escolher qual campeonato mundial disputar na WrestleMania 39. Os homens podem escolher disputar o Campeonato da WWE do Raw ou o Campeonato Universal do SmackDown - atualmente disputados e defendidos juntos como o Campeonato Indiscutível Universal da WWE - enquanto as mulheres podem escolher entre o Campeonato Feminino do Raw e o Campeonato Feminino do SmackDown. Embora a partida Royal Rumble seja normalmente o evento principal do card, este foi o sétimo Royal Rumble em que a partida não foi o evento principal, depois de 1988, 1996, 1997, 1998, 2006 e 2013. Foi também o primeiro Royal Rumble Rumble onde a partida homônima abriu o evento.
Cinco lutas foram disputadas no evento. No evento principal, Roman Reigns derrotou Kevin Owens para reter o Campeonato Indiscutível Universal da WWE. Para as partidas do Royal Rumble, Rhea Ripley do Raw venceu a luta feminina, tornando-se a primeira mulher a vencer a partida desde o primeiro lugar, além de estabelecer o recorde de maior tempo gasto no Rumble feminino em 1:01:08 (junto com a vice-campeã e participante Nº2 Liv Morgan), enquanto Cody Rhodes do Raw venceu o masculino, que foi a luta de abertura. Em outra partida proeminente, Bray Wyatt, em sua primeira partida televisionada desde a WrestleMania 37 em abril de 2021, derrotou LA Knight em uma luta Pitch Black em uma promoção cruzada com Mountain Dew. O evento também viu o retorno do comentarista de cores, Pat McAfee, que se juntou a Michael Cole e Corey Graves nos comentários, Cody Rhodes, Edge, Beth Phoenix, Chelsea Green, Nia Jax e Logan Paul, que fez sua primeira aparição no Royal Rumble. A ex-lutadora da WWE Michelle McCool também fez uma aparição na luta Royal Rumble feminina, enquanto o membro do Hall da Fama da WWE e o comentarista do NXT Booker T apareceram na luta masculina.

## Produção

### Introdução
O Royal Rumble é um evento anual gmmick, produzido todo mês de janeiro pela WWE desde 1988. É um dos cinco maiores eventos da promoção do ano, junto com WrestleMania, SummerSlam, Survivor Series e Money in the Bank, conhecido como o " Cinco Grandes". É nomeado após a luta Royal Rumble, uma batalha real modificada na qual os participantes entram em intervalos cronometrados, em vez de todos começarem no ringue ao mesmo tempo. Anunciado em 7 de setembro de 2022, o 36º Royal Rumble está programado para ser realizado no sábado, 28 de janeiro de 2023, no Alamodome em San Antonio, Texas, como parte da celebração do 30º aniversário do Alamodome. Contará com lutadores das marcas Raw e SmackDown. Além de ser transmitido em pay-per-view em todo o mundo, estará disponível para transmissão ao vivo no Peacock nos Estados Unidos e na WWE Network nos mercados internacionais. Os ingressos começaram a ser vendidos em 30 de setembro, com pacotes premium de hospitalidade também disponíveis.
A luta Royal Rumble geralmente apresenta 30 lutadores e o vencedor tradicionalmente ganha uma luta pelo campeonato mundial na WrestleMania daquele ano. Para 2023, os homens e mulheres podem escolher por qual campeonato mundial lutar na WrestleMania 39; os homens podem escolher disputar o Campeonato da WWE do Raw ou o Campeonato Universal do SmackDown - atualmente disputados e defendidos juntos como o Campeonato Indiscutível Universal da WWE - enquanto as mulheres podem escolher entre o Campeonato Feminino do Raw e o Campeonato Feminino do SmackDown.

### Rivalidades
O evento incluirá combates que resultam de enredos roteirizados, onde os lutadores interpretam heróis, vilões ou personagens menos distinguíveis em eventos roteirizados que criam tensão e culminam em uma luta livre ou uma série de lutas. Os resultados são predeterminados pelos escritores da WWE nas marcas Raw e SmackDown, enquanto as histórias são produzidas nos programas de televisão semanais da WWE, Monday Night Raw e Friday Night SmackDown.
Em 26 de dezembro de 2022, o canal da WWE no YouTube promoveu uma "partida Pitch Black" a ser realizada no Royal Rumble em uma promoção cruzada com Mountain Dew para o retorno do sabor "Pitch Black". No episódio de 30 de dezembro do SmackDown, após alguns meses de supostos ataques de Bray Wyatt em LA Knight, com Wyatt alegando que era alguém chamado Tio Howdy, Knight desafiou Wyatt para uma luta no Royal Rumble e Wyatt aceitou. Howdy então apareceu e atacou Wyatt. Posteriormente, foi confirmado que esta seria a partida Pitch Black. Esta também será a primeira partida televisionada de Wyatt desde a WrestleMania 37 em abril de 2021. Durante uma aparição no podcast WWE After The Bell em 4 de janeiro de 2023, Knight disse que a única coisa que sabia sobre a luta era que seria essencialmente uma luta de rua "meio que no escuro". No episódio de 6 de janeiro do SmackDown, o comentarista Michael Cole afirmou ainda que a luta seria qualquer coisa que terminasse por pinfall ou finalização, mas nada mais se sabia.
No Survivor Series WarGames, Kevin Owens juntou-se à equipe de Drew McIntyre e The Brawling Brutes (Sheamus, Butch e Ridge Holland) para enfrentar The Bloodline (Roman Reigns, The Usos (Jey Uso e Jimmy Uso), Solo Sikoa, e Sami Zayn) em uma luta WarGames devido a problemas anteriores de Owens com Reigns. Os dois brigaram anteriormente pelo Campeonato Universal, mas Owens sempre falhou devido à interferência de membros do The Bloodline, incluindo seu empresário Paul Heyman - Owens e Reigns' última luta esteve no 2021 Royal Rumble. The Bloodline foi vitorioso no Survivor Series graças a Zayn - ex-melhor amigo de Owens - atacando Owens com um golpe baixo. Apesar da derrota, Owens continuou a mirar em The Bloodline nas semanas seguintes e ele e John Cena derrotaram Reigns e Zayn em 30 de dezembro de 2022, episódio do SmackDown, onde Owens derrotou Zayn. Na semana seguinte, Owens desafiou Reigns pelo Campeonato Indiscutível Universal da WWE no Royal Rumble, que foi oficializado.
No episódio do Raw de 12 de dezembro de 2022, Alexa Bliss derrotou Bayley para se tornar a candidata número um ao Campeonato Feminino do Raw. Após a luta, a campeã Bianca Belair parabenizou Bliss e enquanto os dois se abraçavam, o logotipo de Bray Wyatt apareceu no TitanTron (devido à associação anterior de Bliss com Wyatt) e Bliss posicionou Belair para uma Sister Abigail, mas voltou a si antes de realizar o movimento. Na semana seguinte, Belair e Bliss foram entrevistados nos bastidores, onde no final do segmento, o logotipo de Wyatt apareceu novamente na tela e Bliss atingiu Belair na cabeça com um vaso de flores. Durante sua luta pelo campeonato contra Belair no episódio de 2 de janeiro de 2023, Bliss foi distraída por pessoas usando máscaras do Uncle Howdy, e depois que o logotipo de Wyatt apareceu no TitanTron, Bliss atacou o árbitro, forçando uma desqualificação e permitindo que Belair retivesse. Após a luta, Bliss atacou Belair, realizando dois DDTs nas escadas de aço. No episódio de 16 de janeiro, Belair desafiou Bliss para uma revanche pelo campeonato no Royal Rumble e Bliss aceitou. Os dois então brigaram com Bliss levando a melhor após uma aparição de Howdy.
No episódio do Raw de 16 de janeiro, após semanas de filmagens mostrando a jornada de Cody Rhodes para se recuperar de uma lesão no peitoral que sofreu antes do Hell in a Cell em junho de 2022, Rhodes anunciou que voltaria de sua lesão. como participante da luta masculina Royal Rumble.

## Evento

### Lutas preliminares
| Função:                 | Nome:                                                 |
| ----------------------- | ----------------------------------------------------- |
| Comentaristas ingleses  | Michael Cole                                          |
| Comentaristas ingleses  | Corey Graves                                          |
| Comentaristas ingleses  | Pat McAfee                                            |
| Comentaristas espanhóis | Marcelo Rodrigues                                     |
| Comentaristas espanhóis | Jerry Soto                                            |
| Anunciadores de ringue  | Mike Rome (Raw/Men's Royal Rumble match)              |
| Anunciadores de ringue  | Samantha Irvin (SmackDown/Women's Royal Rumble match) |
| Árbitros                | Danilo Anfíbio                                        |
| Árbitros                | Jason Ayers                                           |
| Árbitros                | Shawn Bennett                                         |
| Árbitros                | Dan Engler                                            |
| Árbitros                | Daphne Lashaunn                                       |
| Árbitros                | Eddie Orengo                                          |
| Árbitros                | Chad Patton                                           |
| Árbitros                | Charles Robinson                                      |
| Árbitros                | Ryan Tran                                             |
| Árbitros                | Rod Zapata                                            |
| Painel pré-show         | Kayla Braxton                                         |
| Painel pré-show         | Kevin Patrick                                         |
| Painel pré-show         | Peter Rosenberg                                       |
| Painel pré-show         | Booker T                                              |
| Painel pré-show         | Jerry Lawler                                          |

O evento começou com a luta Royal Rumble masculina pelo campeonato mundial masculino na WrestleMania 39. Gunther e Sheamus começaram a luta. The Miz entrou em seguida, seguido por Johnny Gargano e Kofi Kingston. Sheamus executou dez Beats of the Bodhran e, com a ajuda de Gargano, eliminou The Miz. O sexto participante, Xavier Woods, brincou com Kingston, mas se exibiu para a multidão. Karrion Kross entrou em sétimo, seguido por Chad Gable e Drew McIntyre, que eliminou Kross. Legado Del Fantasma Santos Escobar entrou em décimo, seguido por Angelo Dawkins. Sheamus tentou eliminar Woods, que ficou no avental do ringue, mas Gunther o derrubou para eliminar Woods. Gunther então enviou Kingston para uma cadeira de escritório ao lado do ringue para eliminá-lo. Brock Lesnar entrou em décimo segundo e eliminou Escobar, Dawkins e Gable antes de enfrentar Gunther. O próximo participante, Bobby Lashley, eliminou Lesnar, que atacou o décimo quarto participante, Baron Corbin, e atacou um árbitro antes de deixar o ringue. O décimo quinto participante, Seth "Freakin" Rollins, eliminou Corbin antes do próximo participante, Otis, dominou todos os outros. Rey Mysterio deveria entrar em décimo sétimo lugar, mas ele não saiu devido a um suposto ataque de seu filho, Dominik Mysterio, que entrou em seguida usando a máscara de Rey. Quando isso aconteceu, Sheamus eliminou Otis. Elias entrou em décimo nono e bateu com uma guitarra nas costas de Gunther, mas foi eliminado por McIntyre e Sheamus antes de Finn Bálor entrar em vigésimo. Bálor e Dominik eliminaram Gargano antes do comentarista NXT Booker T entrar em vigésimo primeiro. Ele foi rapidamente eliminado por Gunther. Damian Priest entrou em seguida, e ele, Bálor e Dominik passaram a dominar o campo, inclusive eliminando Montez Ford, até Edge, em sua primeira aparição desde a derrota para Bálor no 2022 Extreme Rules, entrou em vigésimo quarto. Ele eliminou Bálor e Priest e tentou eliminar Dominik, mas Bálor e Priest ajudaram Dominik a eliminar Edge. Depois, Edge brigou com Bálor, Dominik e Priest na ilha de entrada. Quando Austin Theory entrou em seguida, Rhea Ripley nocauteou Edge até que a esposa de Edge, Beth Phoenix, executou uma Spear em Ripley. Omos entrou em vigésimo sexto e dominou os adversários, antes de ser eliminado pelo próximo inscrito, Braun Strowman. Ricochet entrou em vigésimo oitavo. McIntyre e Sheamus tentaram eliminar Strowman, mas Gunther se separou. Enquanto McIntyre salvava Sheamus da eliminação, Gunther empurrou McIntyre por cima da corda, eliminando ele e Sheamus. Logan Paul, em sua primeira aparição desde Crown Jewel em novembro de 2022, entrou em seguida, mas foi rapidamente superado em número pelos outros oponentes. Finalmente, Cody Rhodes fez sua aparição anunciada e entrou por último. Rhodes executou Cross Rhodes em Dominik antes de eliminá-lo da partida. Gunther executou a Última Sinfonia em Strowman. Ricochet e Paul pularam da corda superior e colidiram um com o outro. Rhodes eliminou Strowman e Theory, após o que Gunther quebrou o recorde de Rey Mysterio por mais tempo em uma luta Royal Rumble tradicional. Paul eliminou Rollins, trazendo os três finalistas para Rhodes, Rollins e Gunther. Rhodes executou Cross Rhodes em Paul e o eliminou. Nos momentos finais, após uma longa batalha entre Gunther e Rhodes, Rhodes executou Cross Rhodes em Gunther e o prendeu para fora do ringue para vencer a luta Royal Rumble e ganhar uma luta pelo campeonato mundial na WrestleMania 39. Rhodes se tornou a quinta pessoa a vencer vença a partida na 30ª posição.
Na segunda partida, LA Knight enfrentou Bray Wyatt em uma partida Mountain Dew Pitch Black. Durante a partida, Knight saltou da barricada para conduzir Wyatt e a si mesmo através da mesa de anunciantes. No final, Wyatt executou Sister Abigail em Knight para vencer a partida. Após a luta, Knight atacou Wyatt com um kendo stick, mas foi sufocado com o Mandible Claw. Posteriormente, o tio Howdy apareceu e fez uma queda do caixão de uma plataforma elevada para LA Knight. Os personagens do Firefly FunHouse estavam assistindo de cima.
Na terceira luta, Bianca Belair defendeu o Raw Women's Championship contra Alexa Bliss. Durante a partida, Bliss executou um DDT em Belair para uma quase queda. No final, Bliss tentou Sister Abigail, mas Belair bloqueou e seguiu com um Kiss of Death em Bliss para reter o título.
A penúltima partida foi a luta Royal Rumble feminina. Rhea Ripley e Liv Morgan começaram a partida. Os três finalistas foram Ripley, Morgan e Asuka. Asuka entregou uma névoa para Morgan, o que deu a Ripley a chance de eliminar Asuka. Ripley então jogou Morgan no chão para eliminá-la. Esta vitória fez de Ripley a primeira mulher a vencer o Women's Royal Rumble match da posição # 1 e a viu, junto com Morgan, passar o tempo mais longo em uma luta feminina em 1 hora e 1 minuto e 3 segundos, batendo o recorde anterior de Bianca Belair de 57 minutos e 10 segundos.

### Evento Principal
No evento principal, Roman Reigns (acompanhado por Paul Heyman e Sami Zayn) defendeu o Undisputed WWE Universal Championship contra Kevin Owens. Durante a partida, Owens executou um Frog Splash em Reigns para uma quase queda. Reigns executou uma powerbomb em Owens para uma quase queda. Reigns deu um Superman Punch em Owens para uma quase queda. Enquanto Reigns tentava uma lança em Owens, Owens enviou Reigns para o poste do ringue e Owens executou um Senton em Reigns para uma quase queda. Reigns executou um Spear em Owens para uma quase queda. Enquanto Reigns tentava outro Spear, Owens rebateu com uma tentativa de stunner, no entanto, Reigns rebateu e empurrou Owens para o árbitro, incapacitando-o. Owens então executou uma powerbomb pop-up em Reigns, no entanto, o árbitro não conseguiu contar a imobilização. Reigns então deu um golpe baixo em Owens e instruiu Zayn a recuperar uma cadeira. Como Reigns foi momentaneamente distraído por Zayn, que hesitou em passar a cadeira para Reigns, Owens executou um Stunner em Reigns para uma quase queda. Enquanto Owens tentava outra powerbomb pop-up, Reigns interceptou Owens com um Superman Punch e um segundo Spear para um nearfall. Ao lado do ringue, Zayn distraiu Owens implorando para que ele ficasse abaixado. Reigns então aproveitou e executou um Spear em Owens através da barricada. Reigns então bateu a cabeça de Owens contra os degraus de aço duas vezes. No final, Owens deu um tapa em Reigns, que respondeu com um terceiro Spear em Owens para reter o título.
Após a luta, o resto do The Bloodline (The Usos (Jey e Jimmy Uso) e Solo Sikoa) saiu. Enquanto Jey Uso tentava adornar Zayn com a guirlanda tribal, Reigns interveio e o Bloodline então deu uma surra em Owens, com The Usos e Sikoa fazendo o estrago enquanto Zayn estava assistindo. Heyman entregou dois pares de algemas para Reigns e The Usos algemado ambos os braços de Owens às cordas. Depois que os Usos atacaram Owens violentamente com superkicks, Reigns tentou acertar um Owens caído com uma cadeira, no entanto, Zayn interveio e disse a Reigns que Owens já tinha o suficiente e um ataque tão selvagem estava abaixo de alguém com o status de Reigns. Reigns então entregou a cadeira para Zayn, instruindo-o a atacar Owens para provar sua lealdade ao Bloodline. Zayn hesitou, e Reigns então começou a repreender Zayn, apontando o quanto Reigns e The Bloodline fizeram por Zayn ao elevar sua carreira. Um Zayn em conflito então atacou Reigns com a cadeira, o que levou toda a linhagem (exceto Jey, que gostou de Zayn e estava emocionalmente em conflito com o que acabou de testemunhar) a derrotar Zayn. Jey deixou o ringue e Zayn foi removido da linhagem, virando o rosto de Zayn no processo. Reigns, Jimmy, Sikoa e Heyman se dirigiram para o corredor de entrada enquanto Owens e Zayn foram colocados no ringue quando o evento chegou ao fim.

## Recepção
O Royal Rumble 2023 foi um sucesso financeiro para a WWE. A empresa informou que foi o maior portão da história do Royal Rumble, arrecadando mais de US$ 7,7 milhões, mais de 50% do que o recorde anterior estabelecido pelo evento de 2017. Também teve um aumento de 52% na audiência em relação ao recorde anterior estabelecido pelo evento de 2022. Além disso, o evento de 2023 quebrou recordes de patrocínio e mercadorias de todos os tempos, com vendas de mercadorias 135% acima do recorde estabelecido em 2022, e a receita de patrocínio aumentou quase 200% em relação a 2022. Os patrocínios incluíram Mountain Dew para a partida Pitch Black e Applebee's para o relógio de contagem regressiva. O segmento final com The Bloodline, particularmente entre Roman Reigns e Sami Zayn, gerou mais de 20 milhões de visualizações em todas as plataformas de mídia social da WWE.

## Após o evento

### Raw
Men's Royal Rumble match vencedor Cody Rhodes abriu o episódio seguinte de ''Raw'', focando em Roman Reigns e o Undisputed WWE Universal Championship na WrestleMania 39. Depois, ele foi interrompido por The Judgment Day (Damian Priest, Dominik Mysterio, e Finn Balor). Depois que eles zombaram da vitória de Rhodes no Rumble, Edge apareceu e atacou The Judgment Day. Uma partida entre Bálor e Rhodes foi marcada posteriormente para o evento principal daquele episódio. Durante a partida, The Judgment Day tentou ajudar Bálor a vencer, mas Edge igualou as chances, apenas para ser atacado por Rhea Ripley. No entanto, Beth Phoenix cuidou de Ripley, permitindo que Rhodes vencesse a luta.
Também no Raw , a vencedora da luta Royal Rumble feminina Rhea Ripley anunciou que desafiaria Charlotte Flair pelo SmackDown Women's Championship na WrestleMania 39. Isso, por sua vez, deixou a Raw Women's Champion sem uma oponente na WrestleMania. Como tal, o oficial da WWE, Adam Pearce, anunciou que na Elimination Chamber, haveria uma Elimination Chamber match com lutadores do Raw e do SmackDown com o vencedor ganhando uma luta do Raw Women's Championship. na WrestleMania 39.
Bayley falou sobre eliminar Becky Lynch na luta feminina Royal Rumble, apenas para Lynch interromper. Depois que os dois conversaram sobre sua história, Lynch desafiou Bayley para uma Luta Steel Cage na semana seguinte, mas Bayley rejeitou. No entanto, quando Lynch trouxe Dakota Kai, cujo tornozelo estava enrolado em uma cadeira, para o palco e ameaçou pisar na cadeira, Bayley aceitou o desafio.

### SmackDown
No episódio seguinte do SmackDown, o Undisputed WWE Universal Champion Roman Reigns (com Paul Heyman) falou sobre as contribuições de Sami Zayn para The Bloodline, mas pensou ter visto ganância em Zayn. Reigns então afirmou que Zayn usou sua ilha de relevância. Depois disso, Zayn atacou Reigns por trás e executou sua própria lança em Reigns, apenas para Reigns recuar. Zayn então desafiou Reigns pelo Undisputed WWE Universal Championship, mas foi atacado por Jimmy Uso e Solo Sikoa (Jey Uso estava ausente no episódio). Reigns impediu Sikoa de causar mais danos a Zayn e aceitou o desafio de Zayn, afirmando que, como Zayn machucou sua família, ele machucaria Zayn na frente de sua própria família em Montreal na Câmara de Eliminação.

## Resultados
| Nº                                          | Resultados                                                          | Estipulações                                                                   | Tempo   |
| ------------------------------------------- | ------------------------------------------------------------------- | ------------------------------------------------------------------------------ | ------- |
| 1                                           | Cody Rhodes venceu ao eliminar por último Gunther                   | Luta Royal Rumble de 30 homens por um campeonato masculino na WrestleMania 39  | 1:11:42 |
| 2                                           | Bray Wyatt derrotou LA Knight                                       | Luta Pitch Black Mountain Dew                                                  | 5:05    |
| 3                                           | Bianca Belair (c) derrotou Alexa Bliss                              | Luta individual pelo Campeonato Feminino do Raw                                | 7:35    |
| 4                                           | Rhea Ripley venceu ao eliminar por último Liv Morgan                | Luta Royal Rumble de 30 mulheres por um campeonato feminino na WrestleMania 39 | 1:01:03 |
| 5                                           | Roman Reigns (c) (com Paul Heyman e Sami Zayn) derrotou Kevin Owens | Luta individual pelo Campeonato Indiscutível Universal da WWE                  | 19:15   |
| (c) – Refere-se aos campeões antes da luta. |                                                                     |                                                                                |         |

### Lutadores anunciados na luta Royal Rumble masculina
– Raw
     – SmackDown
     – NXT
     – Vencedor
(HOF) – Induzido ao Hall da Fama da WWE
| Nº | Lutador                | Marca     | Ordem | Eliminado por                 | Tempo    | Eliminações |
| -- | ---------------------- | --------- | ----- | ----------------------------- | -------- | ----------- |
| 1  | Gunther                | SmackDown | 29    | Cody Rhodes                   | 1:11:40* | 5           |
| 2  | Sheamus                | SmackDown | 21    | Drew McIntyre e Gunther       | 52:33    | 3           |
| 3  | The Miz                | Raw       | 1     | Sheamus                       | 04:23    | 0           |
| 4  | Kofi Kingston          | SmackDown | 4     | Gunther                       | 14:51    | 0           |
| 5  | Johnny Gargano         | Raw       | 14    | Dominik Mysterio e Finn Bálor | 29:57    | 0           |
| 6  | Xavier Woods           | SmackDown | 3     | Gunther                       | 10:29    | 0           |
| 7  | Karrion Kross          | SmackDown | 2     | Drew McIntyre                 | 04:11    | 0           |
| 8  | Chad Gable             | Raw       | 7     | Brock Lesnar                  | 08:42    | 0           |
| 9  | Drew McIntyre          | SmackDown | 22    | Gunther                       | 39:10    | 4           |
| 10 | Santos Escobar         | SmackDown | 5     | Brock Lesnar                  | 04:56    | 0           |
| 11 | Angelo Dawkins         | Raw       | 6     | Brock Lesnar                  | 02:28    | 0           |
| 12 | Brock Lesnar           | Raw       | 8     | Bobby Lashley                 | 02:28    | 3           |
| 13 | Bobby Lashley          | Raw       | 11    | Seth "Freakin" Rollins        | 07:14    | 1           |
| 14 | Baron Corbin           | Raw       | 9     | Seth "Freakin" Rollins        | 00:07    | 0           |
| 15 | Seth "Freakin" Rollins | Raw       | 27    | Logan Paul                    | 37:18    | 2           |
| 16 | Otis                   | Raw       | 12    | Drew McIntyre e Sheamus       | 03:08    | 0           |
| 17 | Rey Mysterio           | SmackDown | 10    | Incapaz de competir           | 00:00    | 0           |
| 18 | Dominik Mysterio       | Raw       | 23    | Cody Rhodes                   | 25:44    | 1           |
| 19 | Elias                  | Raw       | 13    | Drew McIntyre e Sheamus       | 00:39    | 0           |
| 20 | Finn Bálor             | Raw       | 18    | Edge                          | 07:45    | 2           |
| 21 | Booker T               | NXT (HOF) | 15    | Gunther                       | 00:42    | 0           |
| 22 | Damian Priest          | Raw       | 17    | Edge                          | 04:03    | 1           |
| 23 | Montez Ford            | Raw       | 16    | Damian Priest                 | 00:44    | 0           |
| 24 | Edge                   | Raw/HOF   | 19    | Finn Bálor                    | 01:04    | 2           |
| 25 | Austin Theory          | Raw       | 26    | Cody Rhodes                   | 15:39    | 1           |
| 26 | Omos                   | Raw       | 20    | Braun Strowman                | 02:26    | 0           |
| 27 | Braun Strowman         | SmackDown | 24    | Cody Rhodes                   | 11:12    | 1           |
| 28 | Ricochet               | SmackDown | 25    | Austin Theory                 | 09:14    | 0           |
| 29 | Logan Paul             | Raw       | 28    | Cody Rhodes                   | 10:57    | 1           |
| 30 | Cody Rhodes            | Raw       | —     | Lutador                       | 15:08    | 5           |

↑ Rey Mysterio nunca entrou na luta porque não pôde competir devido a presumivelmente ter sido atacado apenas por seu filho, Dominik Mysterio ou por todo o The Judgment Day.
↑ Finn Bálor já estava eliminado quando eliminou Edge.
(*) - Gunther estabeleceu um novo recorde para o tempo mais longo gasto em uma luta Royal Rumble masculina tradicional em 1:11:40, quebrando o recorde anteriormente detido por Rey Mysterio em 1:02:15 no Royal Rumble de 2006.

### Lutadores anunciados na luta Royal Rumble feminino
– Raw
     – SmackDown
     – NXT
     – Agente livre
     – Vencedora
| Nº | Lutadora         | Marca      | Ordem de eliminação | Eliminado por | Tempo   | Eliminações |
| -- | ---------------- | ---------- | ------------------- | --- | ------- | ----------- |
| 1  | Rhea Ripley      | Raw        | —                   | Winner | 1:01:08 | 7           |
| 2  | Liv Morgan       | SmackDown  | 29                  | Rhea Ripley | 1:01:07 | 3           |
| 3  | Dana Brooke      | Raw        | 2                   | Bayley, Dakota Kai, e Iyo Sky | 11:43   | 0           |
| 4  | Emma             | SmackDown  | 3                   | Dakota Kai | 10:12   | 0           |
| 5  | Shayna Baszler   | SmackDown  | 6                   | Bayley, Dakota Kai, e Iyo Sky | 13:28   | 0           |
| 6  | Bayley           | Raw        | 13                  | Liv Morgan | 27:09   | 5           |
| 7  | B-Fab            | SmackDown  | 1                   | Rhea Ripley | 00:36   | 0           |
| 8  | Roxanne Perez    | NXT        | 4                   | Bayley, Dakota Kai, e Iyo Sky | 04:34   | 0           |
| 9  | Dakota Kai       | Raw        | 10                  | Becky Lynch | 22:20   | 5           |
| 10 | Iyo Sky          | Raw        | 11                  | Becky Lynch | 20:49   | 5           |
| 11 | Natalya          | SmackDown  | 5                   | Bayley, Dakota Kai, e Iyo Sky | 03:08   | 0           |
| 12 | Candice LeRae    | Raw        | 7                   | Iyo Sky | 05:11   | 0           |
| 13 | Zoey Stark       | NXT        | 16                  | Sonya Deville | 26:34   | 0           |
| 14 | Xia Li           | SmackDown  | 14                  | Zelina Vega | 15:30   | 0           |
| 15 | Becky Lynch      | Raw        | 12                  | Bayley | 10:45   | 2           |
| 16 | Tegan Nox        | SmackDown  | 8                   | Asuka | 03:41   | 0           |
| 17 | Asuka            | Raw        | 28                  | Rhea Ripley | 33:15   | 3           |
| 18 | Piper Niven      | Raw        | 25                  | Raquel Rodriguez | 28:05   | 2           |
| 19 | Tamina           | Raw        | 15                  | Michelle McCool | 11:58   | 0           |
| 20 | Chelsea Green    | Free agent | 9                   | Rhea Ripley | 00:05   | 0           |
| 21 | Zelina Vega      | SmackDown  | 17                  | Lacey Evans | 11:30   | 1           |
| 22 | Raquel Rodriguez | SmackDown  | 26                  | Rhea Ripley | 20:40   | 3           |
| 23 | Mia Yim          | Raw        | 24                  | Piper Niven | 17:44   | 2           |
| 24 | Lacey Evans      | SmackDown  | 20                  | Raquel Rodriguez | 14:05   | 2           |
| 25 | Michelle McCool  | Free agent | 22                  | Rhea Ripley | 13:53   | 2           |
| 26 | Indi Hartwell    | NXT        | 18                  | Sonya Deville | 04:51   | 0           |
| 27 | Sonya Deville    | SmackDown  | 21                  | Asuka | 10:17   | 3           |
| 28 | Shotzi           | SmackDown  | 23                  | Mia Yim | 08:39   | 1           |
| 29 | Nikki Cross      | Raw        | 27                  | Liv Morgan | 09:16   | 1           |
| 30 | Nia Jax          | Free agent | 19                  | Asuka, Lacey Evans, Liv Morgan, Mia Yim, Michelle McCool, Nikki Cross, Piper Niven, Raquel Rodiguez, Rhea Ripley, Shotzi, e Sonya Deville | 01:57   | 0           |

(*) - Ripley e Morgan estabeleceram um novo recorde de maior tempo gasto em uma luta feminina do Royal Rumble em 1:01:08, quebrando o recorde estabelecido por Bianca Belair em 56:52 no Royal Rumble 2021.